# 嶋田好高
嶋田 好高（しまだ よしたか、1985年5月4日 - ）は、和歌山県有田市出身の日本の元プロ野球選手。プロ在籍は独立リーグのみであった。

## 経歴
有田市立箕島中学校時代は和歌山ライオンズに所属し、智弁和歌山高等学校に進学。2年次に背番号14を着け第74回選抜高等学校野球大会に出場し、1回戦で宮本賢を擁する関西高等学校に2-7で敗れ、初戦敗退。しかし、同年夏は背番号7を着け第84回全国高等学校野球選手権大会に出場し、1番打者として準々決勝の鳴門市立鳴門工業高等学校戦では本塁打を放ち、準決勝で松本高明、吉田圭、高市俊、上野大樹を擁する帝京高等学校を下し、決勝戦に進出。しかし、決勝戦で森岡良介、筧裕次郎擁する明徳義塾高等学校に敗れ、優勝することはできなかった。
翌年の第75回選抜高等学校野球大会にも出場しベスト8まで進出したが、自身はヒットを1本も打つことができず、打率が0割のまま甲子園を去った。同年の第85回全国高等学校野球選手権大会にも出場したが、2回戦で優勝する坂克彦擁する常総学院高等学校に敗れた。
高校卒業後は法政大学に入学するも4年間で打率.200、本塁打1本と持ち前の長打力を発揮することはできなかった。4年生の2007年10月にプロ志望届を提出したが、指名するNPB球団はなかった。
大学卒業後はNPBを目指し、トライアウトを経て2008年に四国・九州アイランドリーグの愛媛マンダリンパイレーツに入団。同年シーズン終了後に愛媛を退団し、関西独立リーグの紀州レンジャーズに入団した。

## 詳細情報

### 独立リーグでの打撃成績
※四国・九州アイランドリーグのみ（出典はリーグウェブサイトの各年度選手成績）。
| 年 度     | 球 団     | 試 合 | 打 席 | 打 数 | 得 点 | 安 打 | 二 塁 打 | 三 塁 打 | 本 塁 打 | 塁 打 | 打 点 | 盗 塁 | 盗 塁 死 | 犠 打 | 犠 飛 | 四 球 | 敬 遠 | 死 球 | 三 振 | 併 殺 打 | 打 率 | 出 塁 率 | 長 打 率 | O P S |
| --------- | --------- | ----- | ----- | ----- | ----- | ----- | -------- | -------- | -------- | ----- | ----- | ----- | -------- | ----- | ----- | ----- | ----- | ----- | ----- | -------- | ----- | -------- | -------- | ----- |
| 2008      | 愛媛      | 70    | 240   | 213   | 23    | 57    | 12       | 1        | 3        | 80    | 27    | 1     | -        | 5     | 2     | 18    | -     | 2     | 44    | -        | .268  | .328     | .376     | .704  |
| 通算：1年 | 通算：1年 | 70    | 240   | 213   | 23    | 57    | 12       | 1        | 3        | 80    | 27    | 1     | -        | 5     | 2     | 18    | -     | 2     | 44    | -        | .268  | .328     | .376     | .704  |

### 背番号
- 24（2008年）